# أدوية (بهارات)
الأدوية (بالفارسية: ادویه) تعني البهارات باللغة الفارسية وهي خليط توابل يستخدم في المطبخ الإيراني. يُستخدم في أطباق الأرز وفي أطباق الدجاج والفاصولياء. ومع اختلاف تركيبته الخاصة من الخليج العربي إلى بحر قزوين إلا أن المكونات الشائعة تشمل الكركم والقرفة والهال والقرنفل وبتلات الورد أو براعم الورد والكمون والزنجبيل. قد يشمل أيضًا الهرقلية الفارسية المطحونة أو الزعفران أو جوزة الطيب أو الفلفل الأسود أو الكزبرة أو السمسم.